# Beatriz de Sá
Beatriz de Sá (Isla de San Miguel, Azores, 1500 - Toledo, antes del 11 de marzo de 1530) fue muy posiblemente la amada platónica cantada por Garcilaso de la Vega como la pastora Elisa en sus églogas (I y III) y sonetos. Descendiente de Maciot de Bettencourt y de la princesa guanche Teguise Guanarteme, fue hija de Gaspar de Bettencourt y de Guiomar de Sá.

## Biografía
Beatriz nació hacia 1500 en la isla de San Miguel en las Azores. Se trasladó a la corte portuguesa en el continente, donde fue dama de la futura emperatriz Isabel de Portugal y donde conoció al que había de ser su marido, Pedro Laso de la Vega, comunero refugiado en Portugal y hermano del poeta Garcilaso. Contrajeron matrimonio en Elvas, el 5 de febrero de 1526. Perdonado su esposo en ese mismo año por el emperador Carlos V, hacia 1527 la pareja se instaló en Toledo, ciudad donde morirá Beatriz, casi con total seguridad dando a luz, antes del 11 de marzo de 1530, sin haber dejado descendencia. Fue enterrada en la parroquia de Santiago, en Cuerva (Toledo).
El poeta Garcilaso, con ocasión de su muerte y en la visita a su tumba, compuso los sonetos XXV y XXVI. El historiador azoriano Gaspar Frutuoso la calificó como «la mujer más hermosa que se halló en Portugal». Fue cantada por los poetas lusitanos del Cancioneiro Geral de Garcia de Resende.